# نیازی کوکی
نیازی کوکی (فنلاندی: Njazi Kuqi؛ زادهٔ ۲۵ مارس ۱۹۸۳) بازیکن فوتبال اهل فنلاند است.
از باشگاه‌هایی که در آن بازی کرده‌است می‌توان به باشگاه فوتبال کارل زایس ینا، باشگاه فوتبال پرو ورچلی، باشگاه فوتبال پیتربورو یونایتد، باشگاه فوتبال پانیونیوس، باشگاه فوتبال بلکپول، باشگاه فوتبال آترومیتوس، باشگاه فوتبال خرونینگن، باشگاه فوتبال استیونج، باشگاه فوتبال بیرمنگام سیتی، باشگاه فوتبال داندی، و باشگاه فوتبال تورون پالوسئورا اشاره کرد.
وی همچنین در تیم ملی فوتبال فنلاند بازی کرده‌است.